# 松山行人隧道

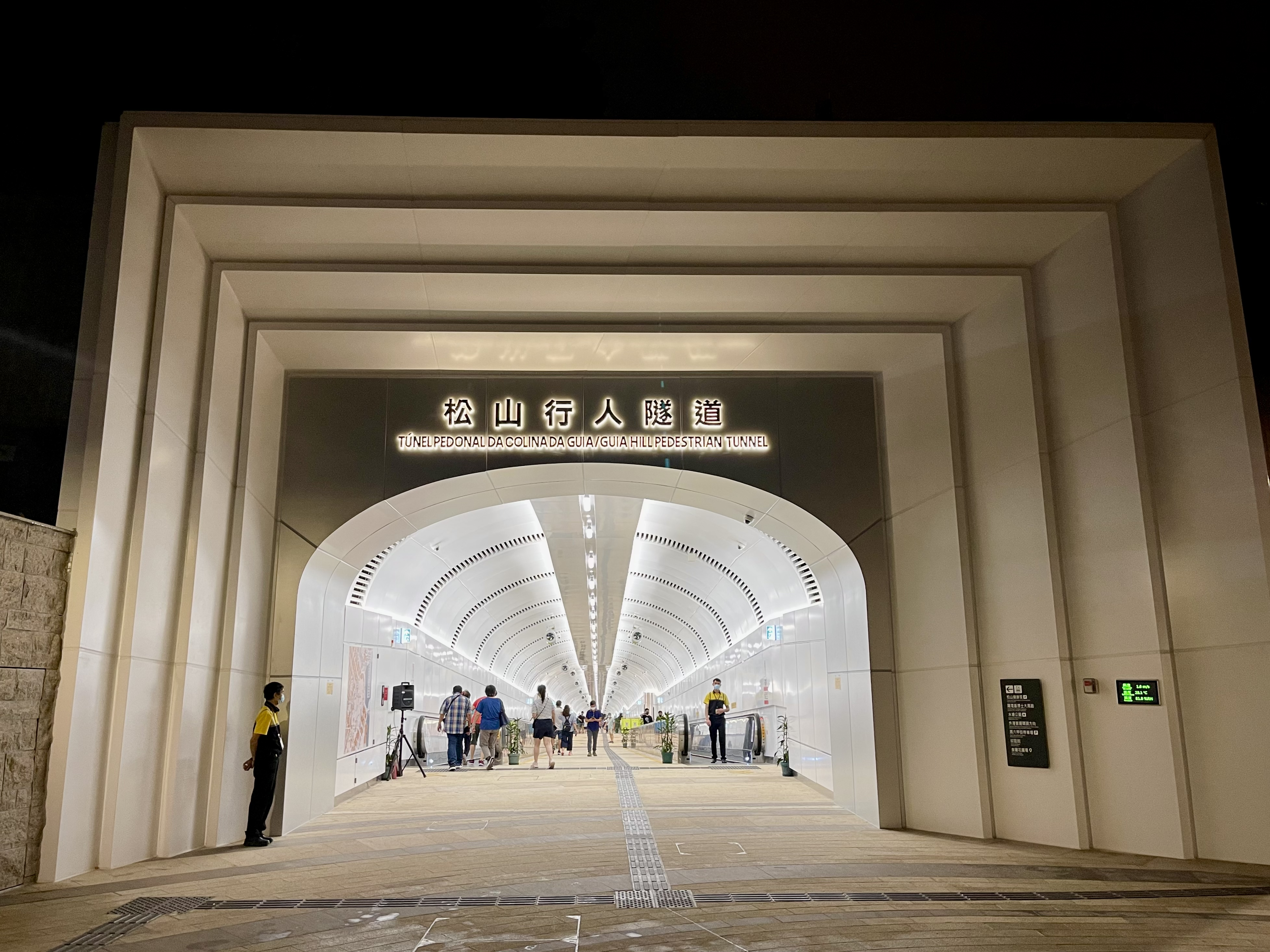
松山行人隧道（高士德之入口）

松山行人隧道（工程及官方正式名稱：環松山步行系統）是澳門的一條行人隧道及自動步行系統，是第二條貫穿東望洋山的行人步行系統，位於二龍喉街和羅理基博士大馬路之間，項目位於松山隧道旁，呈西北-東南走向，縮短兩端步行距離由原來的1100米縮短至400米；另外，隧道內亦設置垂直升降機，通往東望洋山上方環山的地厘古工程師馬路（松山馬路）。

## 沿革

### 二龍喉至松山升降機規劃
2010年10月中旬，民政總署計劃興建一座升降機連接二龍喉公園至松山市政公園，並表示將儘快公布方案進行咨詢，最快2011年下半年動工，當時松山處落點初步選址在松山徑壁畫附近，後來該計劃最終擱置。

### 提出和民意調查
2015年2月，聚賢同心協會提出興建松山行人隧道計劃，其後與澳門文職人員總會進行民意調查及與運輸工務司司長羅立文會面及提交意見，促請落實興建計劃。該會與澳門文職人員總會一同舉行「爭取興建松山行人隧道」的網上問卷調查，收集居民的意向和建議，並會在三月施政辯論前送交當局，希望藉此推動相關部門儘快落實松山行人隧道興建的具體工作和明確時間表。協會指出，行人隧道興建後大大縮短步行距離，減輕巴士載客和交通擠塞壓力，又指出要鼓勵更多人步行出行，關鍵不是全面自動化，而是在整體交通規劃真正做到「以行人為本」，創設更多全天候的跨區便捷步行路徑，並適當加設遮陽擋雨和方便過路的設施方便居民。
2015年3月，聚賢同心協會、澳門文職人員總會公布「松山行人隧道意向收集結果」。在「意向收集」合共收到八百二十六個「網上回覆」。六成受訪者表示需每日往來高士德和新口岸區；支持興建松山行人隧道比率為九成四；八成九受訪者表示，假如建成後，會使用松山行人隧道。有受訪者提出反對興建松山行人隧道的意見，例如：浪費公帑、破壞山體環境、應擴闊或多興建一條行車隧道。另有意見提出：行人隧道可大減兩區間的步行時間，又環保和健康、應盡快興建；要完善行人隧道的配套設施，上落斜位置應考慮輔助設施，以及無障礙設計；要完善沿途的遮陽擋雨，要做好隧道的通風。時任聚賢同心協會協會副理事長林宇滔表示，仍繼續收集市民意見，在4月9日與運輸工務司司長羅立文會面時，將會提交所有意見。

### 正式規劃
2015年12月10日，時任土地工務運輸局局長李燦烽出席澳門立法會全體會議時表示，已完成松山隧道步行系統的可行性研究，下週將開始探土，初步選址入口各位於二龍喉公園附近及新口岸油站附近，全長約300米，將結合高士德全區，以至外港客運碼頭和新口岸水塘，設計屬於大型步行系統。 
2016年1月初，時任中區社區咨詢委員會委員林宇滔建議政府跨部門合作在即將興建的松山行人隧道尋找適合位置建設升降機連接松山步行徑，避免日後若興建廂式斜行電梯影響山坡樹木和生態，亦可令行人隧道和電梯發揮協同效應，方便不同地區的居民使用。同年2月，政府就聚賢同心協會提出的松山行人隧道計劃，當時進行可行性研究及探土工程。該會同時建議於隧道內興建升降機到達松山健康徑，擴大隧道的使用功能，亦可避免因興建廂式斜行電梯影響山體和生態環境，相信有關設施可方便不少長者與行動不便人士使用。其後土地工務運輸局回覆指松山升降機工程將納入松山行人隧道可行性研究中，研究報告預計該年第二季完成。
2016年5月，土地工務運輸局表示正進行松山行人隧道的可行性研究，相關研究工作已接近完成，現時正分析地質鑽探樣本。特區政府持續收到社會各界對該項目提出的關注和意見，待上述可行性研究完成後將適時向公眾介紹有關情況。按照當時初步構思，松山行人隧道將接駁二龍喉公園一帶至羅理基博士大馬路，長約300米，同時整合高士德區、外港客運碼頭及水塘休憩區現有道路及步行設施。
2016年12月4日，土地工務運輸局表示，已委托顧問公司開展《環松山步行系統建造工程》研究，現時有關之研究報告已初步完成，結論認為興建松山行人隧道具可行性，構思新建一條結合自動步行系統的行人隧道打通松山東西兩側，同時優化往水塘馬路方向的步行通道、增建兩條行人天橋接駁外港碼頭及新口岸片區、設置升降機通往松山地厘古工程師馬路以便居民到達松山健康徑。 
2017年，當時民政總署為遷就行人隧道工程，計劃將黑熊Bobo迫遷至石排灣郊野公園，當局最後決定先讓其原居安老，並計劃拆卸二龍喉環境資訊中心配合行人隧道出入口興建。當時土地工務運輸局已花近250萬元就該工程建設之可行性研究委託第三方。同年底工務局曾以75萬元價錢委託興澳工程顧問公司為此挖山工程編製環境影響評估報告。2018年10月，工務局又以近570萬元委託亞洲顧問公司就項目作初步設計。
自2015年起政府經過多年的研究、環評、設計和招標，中間出現多次延誤，而黑熊Bobo於2018年11月在二龍喉公園逝世。同時，經過不同的社會人士和團體多次的推動和跟進，最終在2020年6月進行開標工作，並於同年11月動工。

### 招標及開標
2020年4月15日，工務局公開招標環松山步行系統設計連建造工程進行公開招標。預計2020年第四季完成深化設計，2021年第二季動工，最長施工期為800個工作天。同年5月13日，土地工務運輸局表示，因應COVID-19疫情，截標日期押後至同年6月15日中午12時。
2020年6月16日，工程正式開標，造價約3億，工時由470至780個工作天。行人隧道內設有自動步行系統及垂直升降機，後者可通往松山上的地厘古工程師馬路／松山馬路；隧道於羅理基博士大馬路端出口，將同時興建兩組行人天橋跨越羅理基博士大馬路，一組接駁至馬六甲街，另一組連接至栢力停車場旁的空置地盤前。
2020年8月，中國中鐵頻下的中铁一局澳门公司与中铁国际、新基业工程公司联合体於建設工程中標。
2020年11月，工程正式動工，施工期為565日。行人隧道施工主要由南向北推進，施工首階段將於短期內開展，北端洞口位置將進行前期工程，拆卸現時二龍喉公園環境資訊中心及平整場地。隧道南洞口羅理基博士大馬路側山坡將進行平整及加固，以便機械進場鑽挖；施工期間，因應工程進度將封閉範圍內馬路近山側一條長約80米的行車線（油站對面），相關路段仍保留3線行車。
2020年11月25日至2021年12月31日，為配合工程開展，羅理基博士大馬路近加德士油站的一段實施有限度通車，臨時佔用靠近山邊一條行車道。
2020年11月30日，政府採取聯合執法行動，收回位於羅理基博士大馬路靠近加油站對面的松山範圍，面積約200平方米，該土地為將開展的“環松山步行系統工程”範圍一部份。現場有一間由磚牆及鋅鐵頂蓋等組成的僭建物，地段內同時存放了建築物料及擺放雜物等。
2021年1月中旬，環松山步行系統設計連建造工程已開展現場施工。行人隧道施工主要由南向北推進，北端洞口位置作前期工程，拆卸二龍喉公園環境資訊中心及平整場地。隧道南洞口羅理基博士大馬路側山坡正進行平整及加固，以便機械進場鑽挖，並按指引進行山坡植物的遷移及保護。工程期間將採取多項措施減低對周邊環境的影響，隧道北端因靠近學校與民居，在開鑿時會採取措施減低施工噪音、設置全阻隔施工圍板及隔音屏、並透過工地灑水避免揚起塵土；同時根據環境影響評估報告的要求，亦會定期對工程範圍周邊作監測，包括空氣、噪音、水質與動植物生態等。
2021年10月26日，隧道開挖工程貫通，同時建造兩組行人天橋橫跨羅理基博士大馬路的隧道出入口位置。
2022年1月15日至27日，橫跨羅理基博士大馬路兩組行人天橋分階段進行橋身鋼結構吊裝工作；為避免繁忙時段影響交通，吊裝工程安排凌晨至清晨時段進行。兩組行人天橋中，一組連接馬六甲街，另一組連接至回力與皇家金堡酒店之間的行人路。
2022年4月16日至6月16日，環松山步行系統工程進行北廣場公共排水網接駁工程，期間一段二龍喉街通往松山隧道車道需要封閉。工程期間，澳巴兩條路線23（往澳門旅遊塔）及56（往蝴蝶谷大馬路）駛至美副將大馬路後需改道水塘馬路往新口岸區，臨時不停靠“二龍喉公園”站，乘客可選用“鮑思高球場”站上落；同時在工程期間，一併鋪設電纜、水管和管道，合併施工後預計可把總工期縮短了約133日。
2022年6月1日，二龍喉街之道路工程提前完工，上述改道安排取消，澳巴兩條巴士路線23及56恢復原線行駛。

### 工程竣工及啟用
2022年9月16日，公共建設局網站公佈，環松山步行系統設計連建造工程已完成。據公共建設局資料，環松山步行系統設計連建造工程為235,691,867.85 澳門元，建造時間為470日。同日承建商中国中铁旗下中铁国际提前43天竣工并签署《临时接收笔录》，投入试运行。
2022年9月23日，澳門特區政府公佈行政長官賀一誠早前在行政法務司司長張永春和運輸工務司司長羅立文等官員陪同下視察了環松山步行系統主體工程的狀況。賀一誠表示，環松山步行系統的建造貫通了松山、連接高士德大馬路一帶與新口岸填海區周邊的通道，是一項有益於廣大居民的民生工程，大大縮減了行人出行的距離，步行系統也進一步完善了區內步行環境，實實在在地回應了市民安全便捷的出行需求。
2022年10月1日，松山行人隧道正式啟用，縮短往返羅理基博士大馬路與高士德大馬路步行時間，由原本繞行約1,100米縮短至約400米。

### 二龍喉公園連接通道
2023年2月中旬，市政署計劃於松山行人隧道高士德一側的入口旁，增設通往二龍喉公園的出入口，配合環松山步行系統投入使用及人流增多，加強與二龍喉公園的通達性。 當局重新規劃有關區域土地，配合松山步行系統啟用，於松山步行系統高士德一側入口修建通道進入二龍喉公園。工程將公園猴子籠門外地坪向內延伸形成入口廣場，佔地約九百五十平方米。由於猴子籠所在位置地勢最高，與入口有兩米高差，北側靠近學校的地塊最低，與大門入口有一米高差，工程將根據現有地形設計，保留現有的中間斜坡作為主要通道，並依地勢興建無障礙通道；在靠近山體一側的地塊以綠化為主，北側的地塊通過樓梯與入口廣場和猴子籠相接形成下沉廣場，並設置座椅供居民停留和休息；同時工程將修復擋土牆和部分破損的牆體。
2024年1月，通道工程基本竣工，為配合有關工程進行，市政署將松山行人隧道近高士德一側出入口與二龍喉公園過去飼養黑熊、猴子的區域相鄰，隨着公園有關動物離世，部分動物遷往路環石排灣郊野公園，當局重新規劃有關區域的土地，依地形設計，保留中間的斜坡作為主要的通道，把園外地坪延伸至園內形成入口的廣場，佔地約950平方米。在靠近山體一側的地塊以綠化為主，並興建無障礙通道；北側的地塊通過樓梯與入口廣場和猴子籠相接形成下沉廣場，供遊人停留和休息之用。
2024年2月5日，二龍喉公園改為24小時開放，位於行人隧道一側出入口同時啟用。

## 系統組成

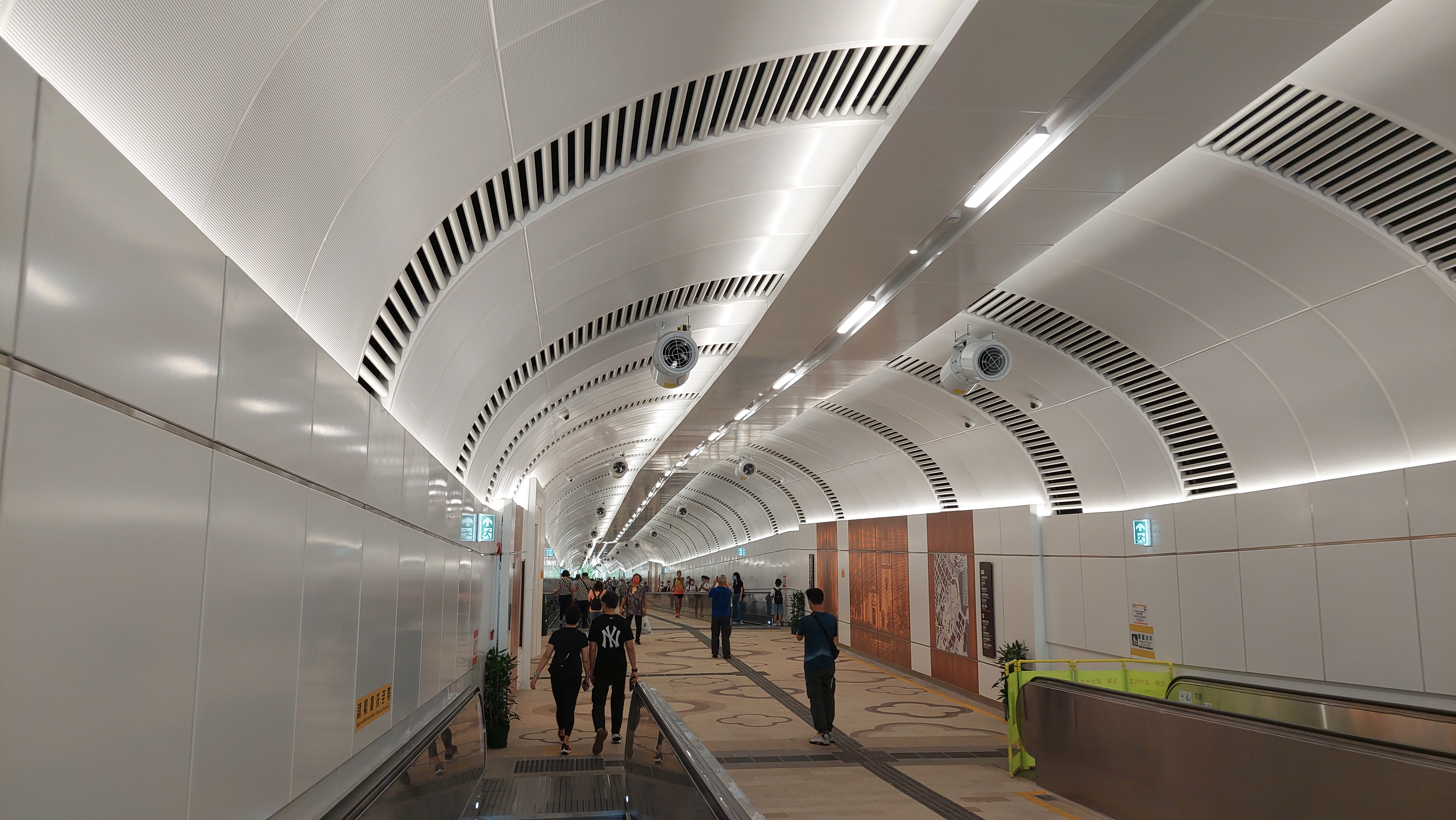
松山行人隧道內部

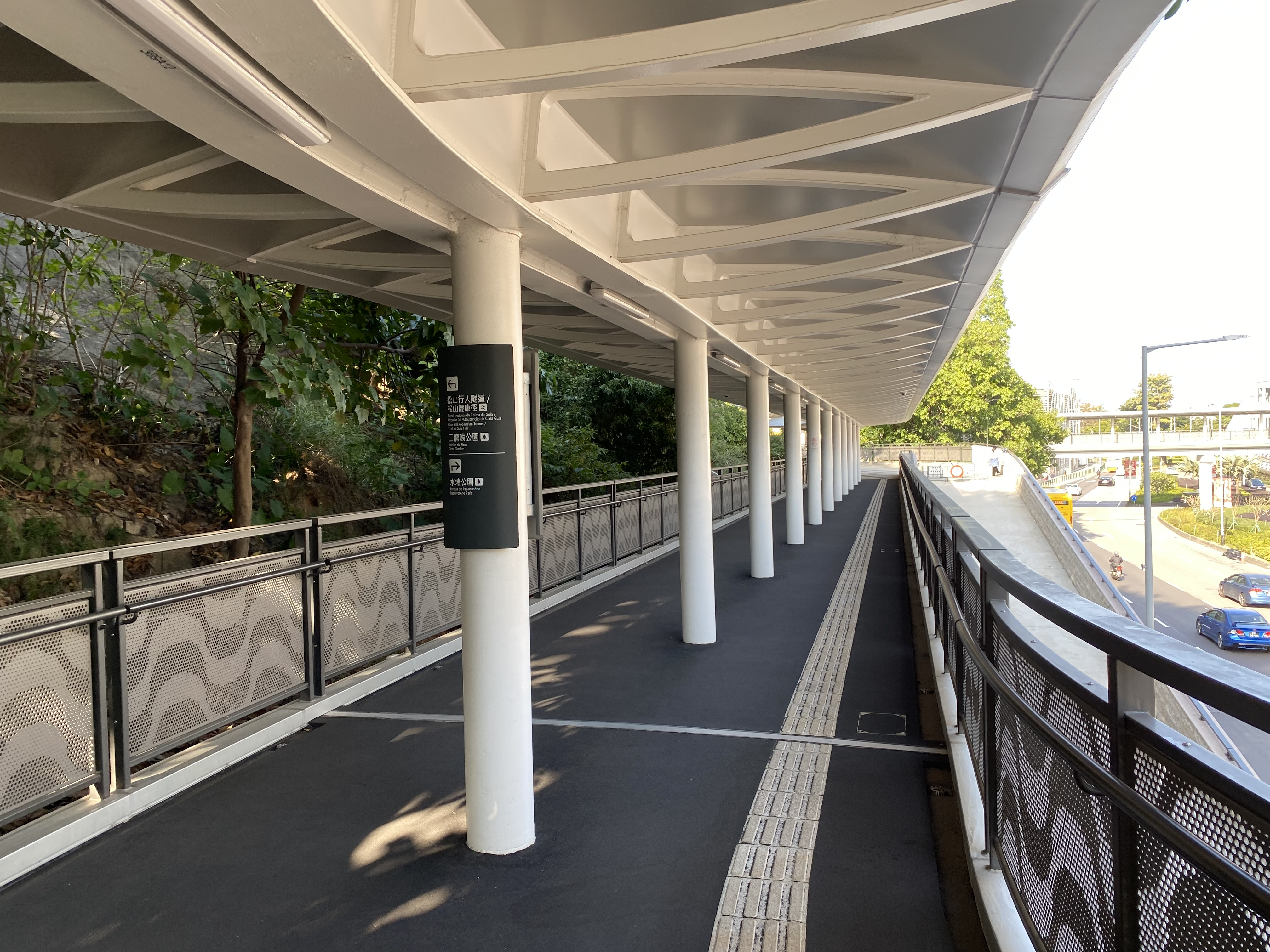
行人天橋

步行系統由行人隧道、天橋及升降機等組成。隧道內設有六組來回方向的自動步行系統，北側出入口位於原二龍喉公園環境資訊中心位置，南側出入口位於羅理基博士大馬路現有油站對面。行人隧道內更設有垂直升降機，可通往松山地厘古工程師馬路／松山馬路（松山跑步徑）。南廣場位於羅理基博士大馬路出口，興建了兩組行人天橋跨越羅理基博士大馬路，一組接駁至馬六甲街，另一組連接至回力與皇家金堡酒店之間的行人路。系統建成後縮短新口岸填海區至高士德大馬路的步行距離，由原本繞行松山約1,100米縮短至約400米。

## 出口分佈、周邊設施及建築
| 松山行人隧道                             | 松山行人隧道                    | 松山行人隧道 | 松山行人隧道                                                   | 松山行人隧道                                                   |
| 出入口名稱                               | 指示                            | 圖片         | 周邊建築                                                       | 備註                                                           |
| ---------------------------------------- | ------------------------------- | ------------ | -------------------------------------------------------------- | -------------------------------------------------------------- |
| 北廣場                                   | 二龍喉街                        |              | 高士德大馬路 治安警交通廳 二龍喉公園                           | 設有連接通道往返二龍喉公園                                     |
| 松山跑步徑                               | 松山地厘古工程師馬路／ 松山馬路 |              | 松山市政公園 東望洋燈塔                                        | 位於行人隧道內 設有兩部升降機往返松山跑步徑及行人隧道          |
| 南廣場                                   | 羅理基博士大馬路                |              | 設有兩組行人天橋 一組通往新口岸水塘或友誼巷 另一組通往馬六甲街 | 設有兩組行人天橋 一組通往新口岸水塘或友誼巷 另一組通往馬六甲街 |
| 羅理基博士大馬路連接松山行人隧道行人天橋 |                                 |              |                                                                |                                                                |
| 編號                                     | 指示                            | 圖片         | 周邊建築                                                       | 備註                                                           |
| 1                                        | 新口岸水塘                      |              | 水塘公園 外港客運碼頭 水塘馬路                                 | 均設有無障礙設施 如無障礙升降機                                |
| 2                                        | 友誼巷                          |              | 皇家金堡酒店 回力酒店 澳門國際中心                             | 均設有無障礙設施 如無障礙升降機                                |
| 3                                        | 馬六甲街                        |              | 皇家金堡酒店 金龍酒店 澳門國際中心 澳門漁人碼頭                | 均設有無障礙設施 如無障礙升降機                                |
| 4                                        | 馬六甲街停車場                  |              | 金蓮花廣場 澳門綜藝館 大賽車博物館                             | 均設有無障礙設施 如無障礙升降機                                |

## 交通

### 公共巴士
- 北廣場出入口

M61 二龍喉公園（Jardim Flora）
路線：2、2A、6A、12、17、18、18A、18B、19、22、23、25、25B、32、56、H2
M73 得勝花園（Jardim da Vitória）
路線：2、2A、4、9、9A、12、18、18A、18B、19、22、25、25B、H2
- 南廣場連接馬六甲街停車場行人天橋出入口

M62 回力（Jai Alai）
路線：8、10B、28C、29
M117 羅理基／馬六甲街（Av. R. Rodrigues / Rua Malaca）
路線：5X、23、28C、56、65、H3、N2
M118 高美士／馬六甲街停車場（Gonzaga Gomes / Auto-Silo da Rua de Malaca）
路線：1A、3、10、10B、28A、28B、28C、29、32
M241 金蓮花廣場（A Praça Flor de Lótus）
路線：1A、3、10、10B、23、28A、28B、28C、29、32
M242 友誼馬路／海港街（Av. Amizade / R. Terminal Marítimo）
路線：17、17S、102X、N1B
M255 馬六甲街（Rua de Malaca）
路線：3A、12、60

## 事故及爭議
2022年10月4日，2名女性長者懷疑在隧道內其中一條電動步道不慎跌倒受傷送院。消防表示，2名女傷者分別76和77歲，她們分別左手肘和腰部挫傷，已送往山頂醫院治理。經消防員檢查，平面扶手電梯運作正常，事件原因懷疑傷者不慎跌倒導致。另一方面，在行人隧道啟用翌日 (10月2日) ，就被發現有平面扶手電梯已圍封停用，公共工程的質量問題再次引起網民熱議。有網民表示相關設施「不壞、不漏水就不是澳門的工程」；「澳門特色。習慣就好」；「已經有進步，輕軌第一日給市民試坐就出了問題，今次隧道已經好成功」，但亦有網民表示，可能只是一般正常調整，並非因為故障而維修。
2022年10月12日中區社區服務諮詢委員會平常會議上，委員梁安到則關注松山行人隧道公共設施建設問題。他指出，松山行人隧道為居民提供方便、舒適的步行環境，亦將成為日後吸引旅客的好去處。但日前收到居民反映，隧道啟用後夜間出現通風不足的情況，亦有不符合衞生要求的情況，包括寵物在隧道內便溺。認為當局可考慮參考公園的例子，於隧道內設置使用規章指引。

## 外部連結
公共建設局-環松山步行系統設計連建造工程 （页面存档备份，存于）